# Romilda
Romilda  è un nome proprio di persona italiano femminile.

## Varianti
- Femminili: Romilde[1][3]
  - Ipocoristici: Milda[3], Milde[3]
- Maschili: Romildo[3]
  - Ipocoristici: Mildo[3]

### Varianti in altre lingue
- Catalano: Romilda[5]
- Germanico: Romilda[6][7], Ruomhild[7], Rumhild[7], Rumhilt[7], Ruimild[7], Ramhilde[6]
- Inglese: Romilda
- Spagnolo: Romilda[5]

## Origine e diffusione
Deriva dal nome germanico Romilda o Ramhilde, composto da due elementi che vengono generalmente identificati con hrom (o hrôth, "gloria", "fama", da cui anche Romualdo e Romarico) e hild ("battaglia", comunissimo, presente in Matilde, Brunilde, Batilde, Gunilde e Clotilde), con il possibile significato complessivo di "guerriera gloriosa" o "famosa battaglia". Altre fonti lo considerano invece una variante del nome Reinilde.
Il nome, di tradizione longobarda, è attestato già nel VII secolo con la figura di Romilda, duchessa del Friuli, dopo la quale però non trova altri riscontri; venne ripescato nel 1654 da Francesco Cavalli per la sua opera Il Xerse, da cui sono derivate la Xerse di Bononcini e la Serse di Händel, che a loro volta usano questo nome. Perché venga nuovamente usato come nome di battesimo si dovrà attendere, però, il XIX secolo. Ad oggi, in Italia, è relativamente diffuso, attestandosi principalmente nel Nord (specie in Lombardia e Piemonte) e in Campania, ed il suo uso è stato promosso in parte anche dalla figura di Romilda Scicolone, la madre della nota attrice Sophia Loren. Va notato che la forma abbreviata Milda coincide con il nome lituano Milda, di origine differente.

## Onomastico
Il nome è adespota, non essendovi sante che lo abbiano portato; l'onomastico può essere eventualmente festeggiato il 1º novembre, per la festa di Ognissanti.

## Persone

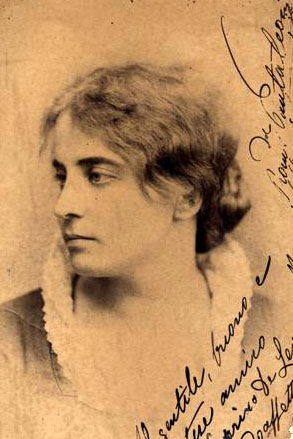
Romilda Pantaleoni

- Romilda, duchessa del Friuli e madre di Grimoaldo, re dei Longobardi
- Romilda Pantaleoni, soprano italiano

### Variante maschile Romildo
- Romildo Del Piage, calciatore brasiliano
- Romildo Etcheverry, calciatore paraguaiano
- Romildo Magalhães, politico brasiliano
- Romildo Mercatelli, calciatore italiano

## Il nome nelle arti
- Romilda è un personaggio dell'opera di Giacomo Meyerbeer del 1817 Romilda e Costanza.
- Romilda Pescatore è la moglie del protagonista del romanzo Il fu Mattia Pascal di Luigi Pirandello.
- Romilda Vane è un personaggio della serie di romanzi Harry Potter, scritta da J. K. Rowling.